# ブラック川 (ミシガン州アルコナ郡)
ブラック川（ブラックがわ、Black River）は、アメリカ合衆国ミシガン州アルコナ郡を流れる15.5-マイル 長さ (24.9 km)の川。本流は、ハリスビル郡区北部（北緯44度40分46秒 西経83度22分15秒 / 北緯44.67944度 西経83.37083度）に源を発し、ヘインズ郡区とアルコナ郡区を通って北へ流れ、非法人地域ブラック・リバー（北緯44度48分58秒 西経83度17分57秒 / 北緯44.81611度 西経83.29917度）でヒューロン湖に流れ込む。
北側の支流は、アルピーナ郡南部のサンボーン郡区（北緯44度52分07秒 西経83度22分06秒 / 北緯44.86861度 西経83.36833度）に源を発している。その流域の大部分は、ブラック川湿原 (Black River Swamp) となっている。北側の支流は、河口から概ね1.5マイル (2.4 km)遡ったアルコナ郡区（北緯44度48分23秒 西経83度19分33秒 / 北緯44.80639度 西経83.32583度）で本流と合流する。
支流（河口から近い順に列挙）：
- ブラック川（北支流）North Branch Black River[3]
  - ポットビン湖 Potvin Lake[5]
  - ゴーシア・クリーク川 Gauthier Creek[6]
  - ドロシェール・クリーク川 DeRocher Creek[7]
  - バターナッツ・クリーク川 Butternut Creek[8]
    - リストン・クリーク川 Liston Creek[9]
- シルバー・クリーク川 Silver Creek[10]
- ハインズ・クリーク川 Haynes Creek[11]

当地で製材業がブームとなっていた時期には、ラッセル・A・アルジャーの製材会社の現地本部がブラック・リバーに置かれていた。町の西方の橋の北側、レイク・ショア・ロード（Lake Shore Road：「湖岸道路」の意）に面して建っていたその建物は、2009年の撤去されたが、彼の名を残したアルジャー・ストリート (Alger Street) が川沿いに通っている。